# Heure d'été
Pour les articles homonymes, voir Heure d'été (homonymie) et DST (homonymie).

Printemps : passer de l'heure d'hiver à l'heure d'été – l'horloge est avancée d'une heure (le dernier dimanche de mars à, pour l'Europe).

Automne : passer de l'heure d'été à l'heure d'hiver – l'horloge est retardée d'une heure (le dernier dimanche d'octobre à, pour l'Europe).

L’heure d'été est un système consistant à ajuster l'heure locale officielle, en ajoutant une heure à l'heure normale (appelée alors « heure d'hiver ») pour une période allant généralement du début du printemps au milieu de l'automne, ce qui a pour effet de retarder l'heure à laquelle le Soleil se lève et se couche.
L'heure d'été est principalement utilisée dans les régions tempérées, où les variations saisonnières de luminosité rendent cette mesure pertinente. Pour l'Europe, la période s'étend du dernier dimanche de mars au dernier dimanche d'octobre. Pour l'Amérique du Nord, depuis 2007, cette période estivale débute dans la nuit du deuxième dimanche de mars, tandis que le retour à l'heure d'hiver se fait le premier dimanche de novembre.
L'intérêt de l'heure d'été réside dans les économies d'énergie qu'elle est censée permettre afin de profiter plus tard de la lumière solaire pendant la période estivale ; cet intérêt est cependant relativisé par la Commission européenne, selon laquelle ces économies sont limitées. D'après cette dernière, le maintien de l'heure d'été en Europe devrait être essentiellement motivé par le confort des loisirs en soirées estivales.
Lors du passage à l'heure d'été, les horloges sont avancées de soixante minutes, entre minuit et 4 h selon les pays, de sorte qu'il est couramment dit qu'« une heure de sommeil est perdue ». Lorsqu'on repasse à l'heure normale, les horloges sont retardées de soixante minutes et « une heure de sommeil est gagnée ».

## Histoire

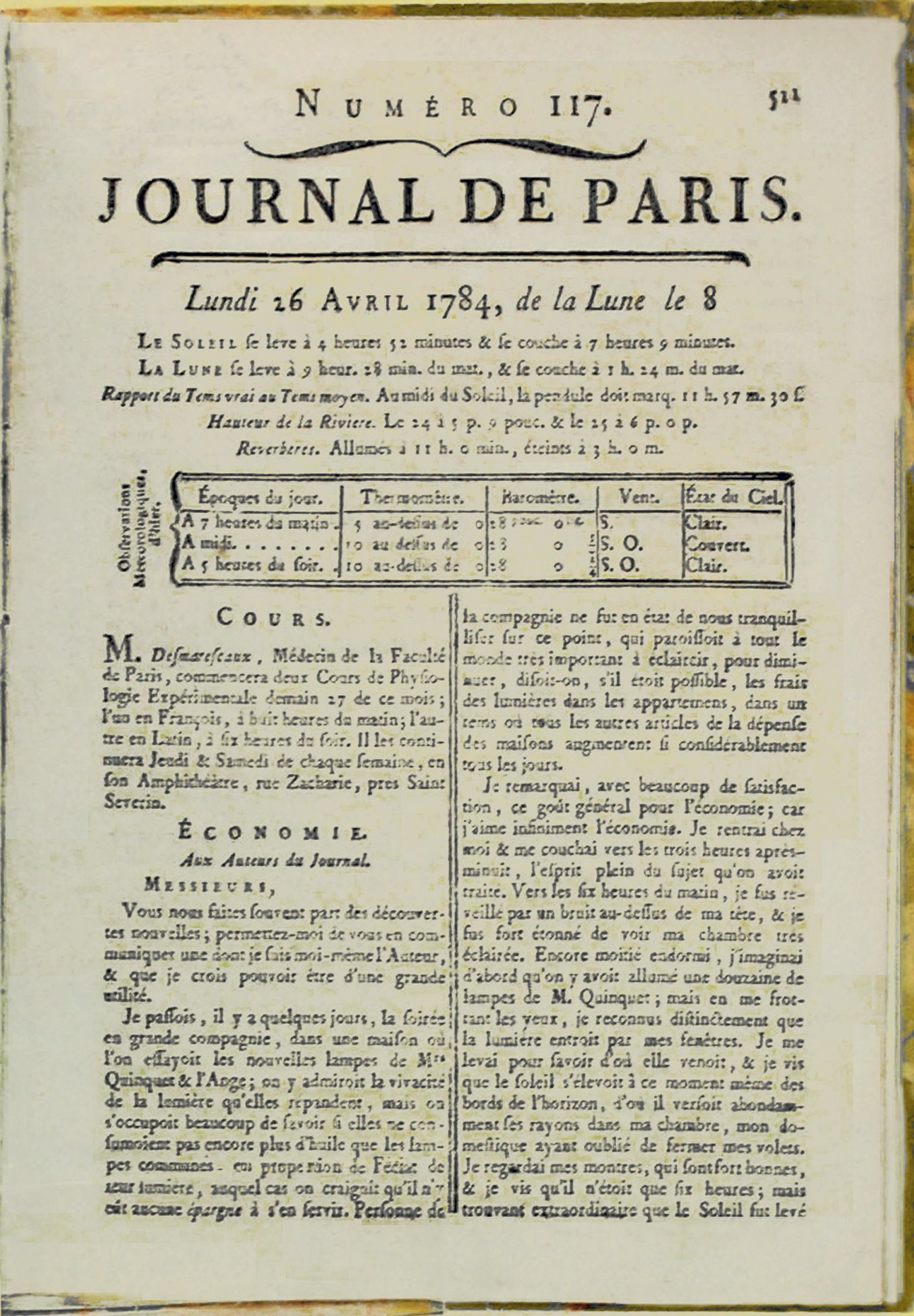
Première page de la lettre de Benjamin Franklin au Journal de Paris en 1784 (publiée en traduction française) mentionnant pour la première fois la possibilité de décaler les horaires.

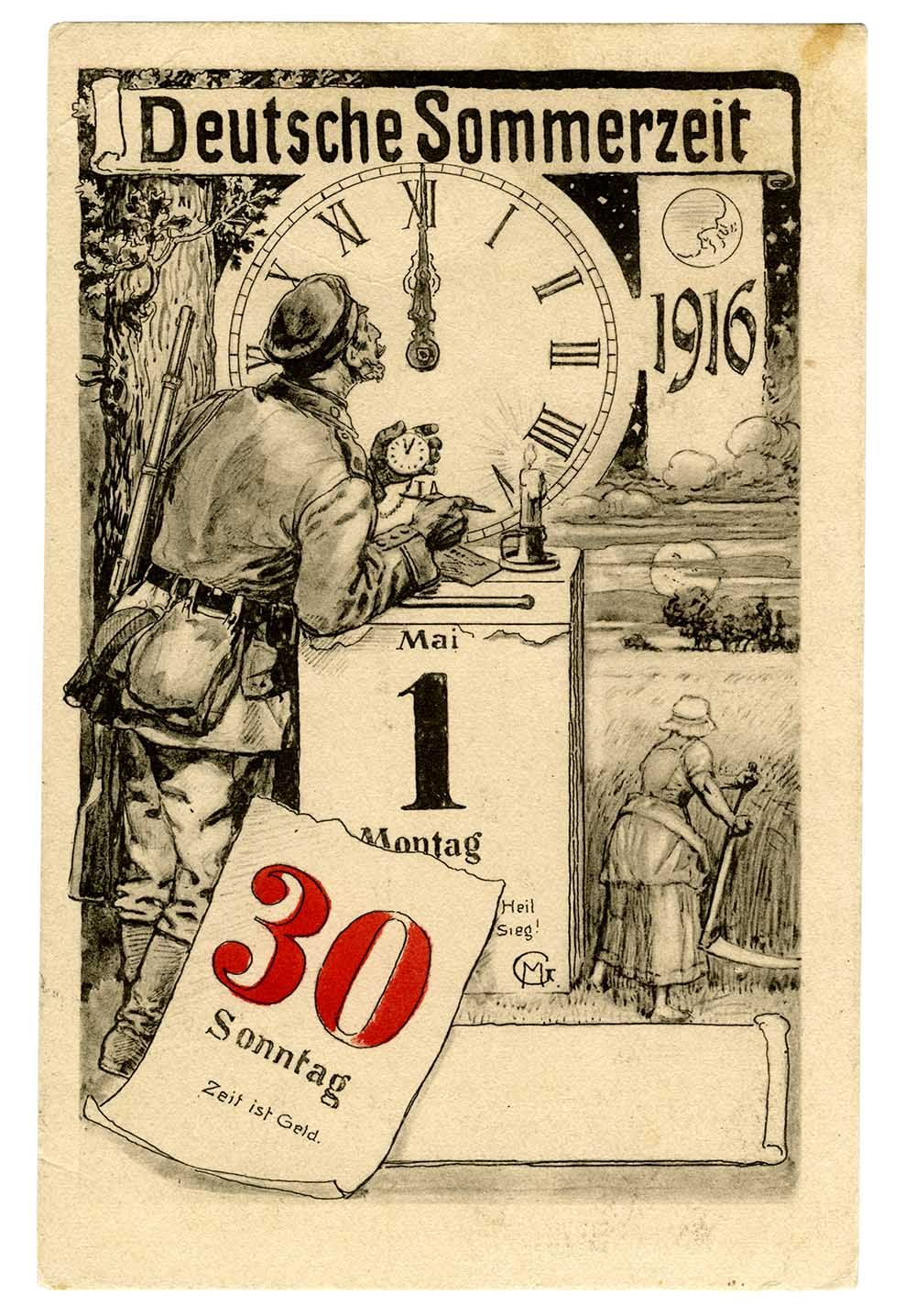
Carte postale sur le changement d'heure en Allemagne en 1916.

Le 26 avril 1784, Benjamin Franklin évoque pour la première fois, dans une lettre anonyme adressée « aux Auteurs du Journal » et publiée dans le quotidien français le Journal de Paris, la possibilité de décaler les horaires afin d'économiser l'énergie. Il s'agit en réalité de ce qu'on appellerait aujourd'hui un canular, mais il est pris au premier degré par de nombreux lecteurs qui s'en indignent. L'idée reste un temps sans suite et n'est reprise qu'à partir de 1907, par le Britannique William Willett (en) qui démarre une campagne contre « le gaspillage de la lumière ». L'Allemagne est la première à instaurer ce changement d'heure le 30 avril 1916 et est rapidement suivie par le Royaume-Uni le 21 mai 1916 (le Parlement met en place le British Standard Time en avance d'une heure sur l'heure du méridien de Greenwich), puis par la France le 14 juin 1916. Les États-Unis adoptent aussi le changement d'heure en 1918.
En France, l'heure d'été est proposée par le député André Honnorat en 1916, puis instituée par une loi votée le 19 mars 1917, (par 291 voix contre 177).
En 1940, sous l'Occupation, la France pratique l'heure d'été avec une différence entre zone libre et occupée : la zone occupée administrée par le commandement territorial allemand Militärbefehlshaber Frankreich (général Otto von Stülpnagel) se met à l'heure allemande. Il faut à l'époque ajouter deux heures en été par rapport à celle de Greenwich et une seule en hiver (système actuel). Ce décalage entre zones libre et occupée bouleverse les correspondances de la SNCF, si bien que la compagnie ferroviaire propose au régime de Vichy de s'aligner sur l'heure allemande, ce qu'il fait par le décret du 16 février 1941,.
À la Libération, l'heure d'été est abandonnée par le Gouvernement provisoire, le 14 août 1945, mais le décalage d'une heure est maintenu,. Il était initialement prévu de revenir au système initial, mais cette idée fut abandonnée.
L'idée est reprise par l'Irlande et l'Italie en 1966, ainsi que par la plupart des pays européens au début des années 1980.
En Allemagne, entre 1947 et 1949, on instaure un Hochsommerzeit où les horloges sont décalées d'une deuxième heure entre le 11 mai et le 29 juin.
Le 28 mars 1976, à la suite du choc pétrolier de 1973, l'heure d'été est rétablie : il s'agit d'effectuer des économies d'énergie en réduisant les besoins d'éclairage en soirée. La mesure doit d'abord être provisoire et ne durer que le temps du choc pétrolier. On parlait alors d'« horaire d'été » dans le langage courant. Le passage à l'heure d'été a lieu le dernier dimanche de mars à 2 h du matin. Jusqu'en 1995, le passage de retour à l'heure d'hiver a lieu le dernier dimanche de septembre à 3 h. Mais depuis 1996, il s'effectue le dernier dimanche d'octobre (à la même heure), ce qui prolonge la période d'heure d'été durant une partie de l'automne.
Depuis 1976, le décalage par rapport à l'heure solaire en France et en Espagne est d'une heure environ en hiver et de deux heures environ l'été. On parle parfois d'« heure d'été double ».
Le changement d'heure estival est introduit dans l'ensemble des pays de l'Union européenne au début des années 1980. Pour faciliter les transports, les communications et les échanges au sein de l'UE, la directive 97/44/CE du Parlement européen et du Conseil de l'Union européenne harmonise les dates de changement d'heure en 1998, 1999, 2000 et 2001. La directive 2000/84/CE pérennise ensuite cette harmonisation au sein de l'UE.
Avec l'abandon des changements d'heure en Chine depuis 1992 et en Russie depuis 2011, la majorité de la population mondiale garde son heure légale constante toute l'année.

## Effets de l'instauration d'une heure d'été

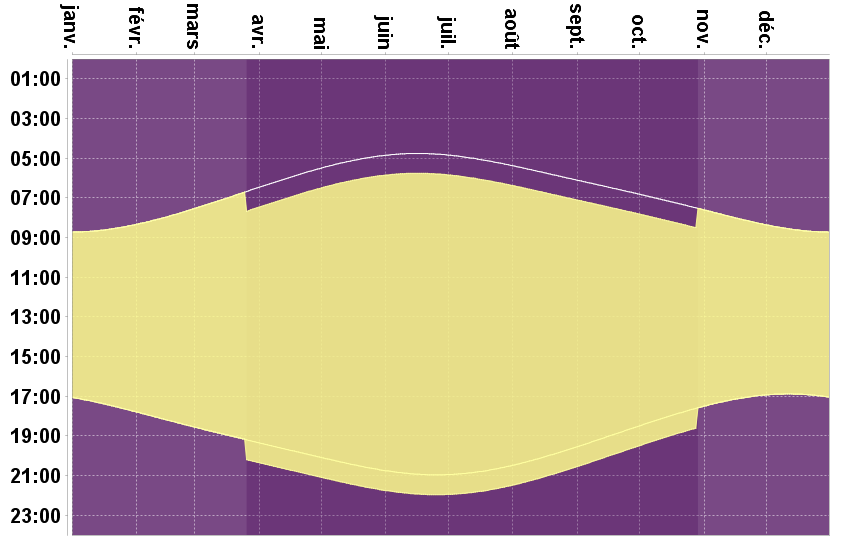
Horaires du lever et coucher du soleil à Paris en tenant compte de l'heure d'été.

En 1973, le premier choc pétrolier entraîne les gouvernements dans des politiques d'économie énergétique, l'objectif étant de réduire les consommations d'électricité en matière d'éclairage en soirée.
Au moment du passage à l'heure d'été en mars, l'économie réalisée est modeste ou nulle parce que l'économie réalisée le soir est compensée par un plus grand besoin d'éclairage le matin. Par exemple, le 31 mars en région parisienne, le jour se lève (en heure d'hiver, soit UTC+1), vers 6 h 30 et la nuit tombe vers 19 h 15. En décalant l'horaire d'une heure en avant, le jour se lève vers 7 h 30, et la nuit tombe vers 20 h 15. Il y a économie seulement si la consommation d'électricité pour l'éclairage est moindre entre 6 h 30 et 7 h 30 par rapport à ce qu'elle est entre 19 h 15 et 20 h 15. Une vaste revue de la littérature datant de 2025 montre même que l'on peut s'attendre à l'avenir à une surconsommation d'électricité en raison de l'évolution des comportements d'utilisation[Lesquels ?] pendant l'heure d'été[réf. incomplète].
Cet effet s'atténue jusqu'au solstice d'été, le jour le plus long de l'année. À cette date, en l'absence de changement d'heure, le jour se lève vers 4 h 50 à Paris, et la nuit tombe vers 21 h. Avec le passage à l'heure d'été, le jour dure de 5 h 50 à 22 h environ. Compte tenu des habitudes sociales en France, supposées immuables et indépendantes du système d'heure, l'éclairage des habitations n'est pas nécessaire vers 5 h, heure où la majorité des habitants dorment. En revanche, un éclairage reste nécessaire en soirée. Le passage à l'heure d'été permet ainsi de prolonger d'une heure l'ensoleillement en soirée sans pour autant le réduire sur le début effectif de la journée pour les habitants.
Ce mécanisme fonctionne à condition que le changement d'heure n'ait pas d'effet à long terme sur les habitudes sociales, qui souvent sont déterminées par le soleil. On observe ainsi que les habitants des pays situés à l'ouest de l'Europe (Espagne, France) se lèvent généralement plus tard que ceux vivant plus à l'est du même fuseau horaire (Allemagne, Autriche). L'heure du coucher étant en partie déterminée par l'arrivée de l'obscurité en été, l'introduction de l'heure d'été a pu jouer un rôle dans le décalage progressif des heures d'activités observé en France depuis quelques décennies, permis notamment par une plus grande flexibilité des horaires de travail. Si le décalage des horaires d'activités a pour origine le décalage progressif des horaires, cela pourrait signifier que le bénéfice de ce dispositif n'est que transitoire.
Dans quelques pays européens (Espagne, Luxembourg, France, Belgique et Pays-Bas), l'heure légale d'été est 2 heures plus avancée que l'heure solaire : il est « midi (solaire) à 14 h (légale) ».

### Consommation d'énergie et émissions deCO2
Plus l'usage de produits et d'appareils à forte efficacité énergétique se généralise, moins les bénéfices du dispositif sont réels, et si des économies d'énergie étaient encore réalisées sur l'éclairage en 2009, elles sont difficiles à évaluer sur le chauffage et la climatisation, d'après l'Agence de l'environnement et de la maîtrise de l'énergie (ADEME).
En France, une étude réalisée conjointement par le ministère de l'Industrie, EDF et l'ADEME estimait l'économie d'électricité en 2009 (pour l'éclairage) à environ 440 GWh. L'émission de 44 000 tonnes de CO2 aurait ainsi été évitée. Cela correspond à 17 kWh/foyer/an (comptage hors industrie, entreprises), soit 0,015 % de la consommation énergétique de la France en 2014. Cette proportion est en baisse continue sous l'effet conjugué de la baisse des dépenses d'éclairage et de la hausse de la consommation totale d'énergie. La généralisation des lampes fluorescentes, l'apparition des lampes électroluminescentes (LED) et l'adaptation de l'éclairage public à la luminosité ambiante participent également à l'amélioration de l'efficacité énergétique associée à l'éclairage et réduisent progressivement les bénéfices attribués au changement d'heure. D'après l'ADEME, le gain devrait toutefois perdurer et s'établir à 340 GWh en 2030.
Par ailleurs, le changement d'heure soulagerait le réseau électrique français en écrêtant le pic de consommation observé au printemps et à l'automne. Selon l'ADEME : « le changement d'heure en 2009 a provoqué une diminution de 3,5 gigawatts de la puissance appelée à 19 h ». Cet effet a déjà été démontré à plusieurs reprises et présente un intérêt particulier, car les pics de consommation élevés augmentent les coûts de production, de sorte que l'heure d'été permet potentiellement de réaliser des économies.

#### Controverse sur les économies d'énergie
Ces études n'incluent pas la consommation accrue de carburant des véhicules lors des soirées estivales. En incluant l'ensemble des coûts énergétiques, la Commission européenne considère « que les économies effectivement réalisées sont difficiles à déterminer, et, en tout cas, relativement limitées ».
L'effet du changement d'heure sur la consommation d'énergie est controversé.
- La baisse de la consommation pour l'éclairage pourrait être compensée par l'augmentation des besoins de chauffage le matin au début du printemps ; un rapport de l'École des Mines de 1992[25] concluait cependant à un effet minime[Note 4] ;
- La généralisation des lampes plus économes en énergie (les lampes fluocompactes et plus récemment les lampes à LED) réduit les économies permises sur l'éclairage, qui étaient historiquement mises en avant ;
- Une étude portant sur l'État de l'Indiana conclut que la faible économie d'énergie réalisée sur l'éclairage est très largement annulée par une utilisation accrue du chauffage et de la climatisation. Le supplément d'énergie consommée est estimé dans ce rapport à environ 1 % sur l'ensemble de la période d'avancement, avec des pointes cumulées au-delà de 2 % au printemps et à l'automne, et au-delà de 10 % spécifiquement sur la climatisation[26].

### Autres conséquences
Le changement d'heure est controversé pour plusieurs raisons.

#### Effet sur la santé publique
Le changement d'heure a des effets négatifs sur la santé.
- Des études récentes montrent que l'avancement de l'heure au printemps (qui retarde la sécrétion de la mélatonine – l'hormone du sommeil) peut réduire le temps de sommeil de façon transitoire, et ainsi augmenter le nombre et la gravité des accidents cardiaques pendant au moins sept jours après le changement d'heure[27], et augmenter la fréquence des accidents du travail[28] et de la circulation[29],[30]. Selon le Dr Marc Schwob[Note 5] : « Changer d'heure provoque entre autres des troubles du sommeil et de l'attention. Les enfants et les personnes âgées sont particulièrement touchés et mettent environ une semaine pour s'adapter aux nouveaux horaires ».
- Au-delà de la phase transitoire d'adaptation au nouvel horaire, le coucher du soleil tardif en été peut rendre l'endormissement plus difficile[31]. Ce problème se présente notamment dans les pays à heure d'été double[32] (et dans les pays nordiques).
- Influences en suicidologie : une progression des suicides et de la consommation de somnifères a été constatée en France depuis la crise pétrolière et l'instauration de l'heure d'été (double)[33],[34]. L'hypothèse d'un lien de causalité entre ces deux événements a été avancée. Pourtant, le gouvernement français considère qu'aucune corrélation isolant les différents paramètres ne permet de mettre en cause le dispositif de l'heure d'été comme étant facteur de suicide, l'augmentation des suicides à la suite de la crise pétrolière étant essentiellement due aux effets sociaux de la crise économique qui a suivi.
- En France, le retour à l'heure d'hiver entraîne un pic d'accidents pendant environ une semaine, notamment en fin de journée où le surcroît atteint +47 % pour les piétons[35]. Le phénomène est également observé en Belgique, où d'octobre à novembre le nombre d'accidents affectant les piétons pendant l'heure de pointe du soir augmente de 31 %. Le nombre de blessés graves et de tués parmi les piétons croît même de 80 % à Bruxelles[36].

Une synthèse sur le sujet par le Parlement européen concluait toutefois que l'effet sur la santé n'était globalement pas clair, mettant notamment en avant que selon certaines études le changement d'heure faciliterait les activités à l'extérieur, tandis que d'autres études considèrent que les effets négatifs sur les rythmes biologiques ont été sous-estimés.

#### Autres effets
- L'instauration de l'heure d'été dans tous les pays européens entraîne des complications tant dans les télécommunications internationales que dans les transports. À l'inverse, le maintien du changement d'heure est parfois justifié par la nécessité de rester synchronisé avec les pays limitrophes qui changent d'heure[réf. souhaitée].
- Les changements d'heure ont également une incidence notable sur les animaux domestiques : le changement d'heure de la traite des vaches laitières les perturbe profondément et il s'ensuit toujours une baisse de production de lait, et surtout du stress dont il est largement démontré qu'il altère la qualité du lait[39],[40],[41].
- Un rapport remis au Sénat français en 1997[42] concluait : « Il ressort de l'ensemble de cette étude que les avantages annoncés ou attendus du changement semestriel de l'heure ne sont pas suffisamment importants pour compenser les inconvénients ressentis par les populations », en particulier en ce qui concerne la santé publique, les conditions de travail et les modes de vie, l'agriculture, la protection de l'environnement et la sécurité routière.
- L'heure d'été a également une influence sur la sécurité routière. Des études montrent par exemple un risque accru d'accidents de la route au cours des deux premiers jours suivant le changement de printemps. Après le changement d'automne, les accidents mortels augmentent en particulier pendant une courte période, les jeunes conducteurs étant les plus touchés[20].
- En outre, des effets économiques s'ajoutent. On peut ainsi supposer qu'après le changement, les personnes seront moins productives[43] et qu'il y aura plus d'accidents du travail[44]. De plus, les élèves apprennent nettement moins bien pendant l'heure d'été[45]. Cela peut nuire durablement à une économie nationale[20].

## Traitement informatique
La norme ISO 8601 pour l'écriture des dates et heures permet un traitement informatisé de l'heure et du changement d'heure estival. La chaîne de caractères représentant l'heure indique le fuseau horaire accompagné du changement d'heure éventuel : par exemple, l'heure légale française est notée en hiver CET (Central European Time, heure d'Europe centrale) et en été CEST (Central European Summer Time, heure d'été d'Europe centrale).
Pour éviter les malentendus ou d'éventuels bugs informatiques, les transporteurs évitent de programmer des départs au moment du retour à l'heure d'hiver. Par exemple en Europe, entre 2 h et 3 h : car en raison du décalage de 1 heure, il sera deux fois 2 h pendant la nuit.

## Heure d'été dans le monde

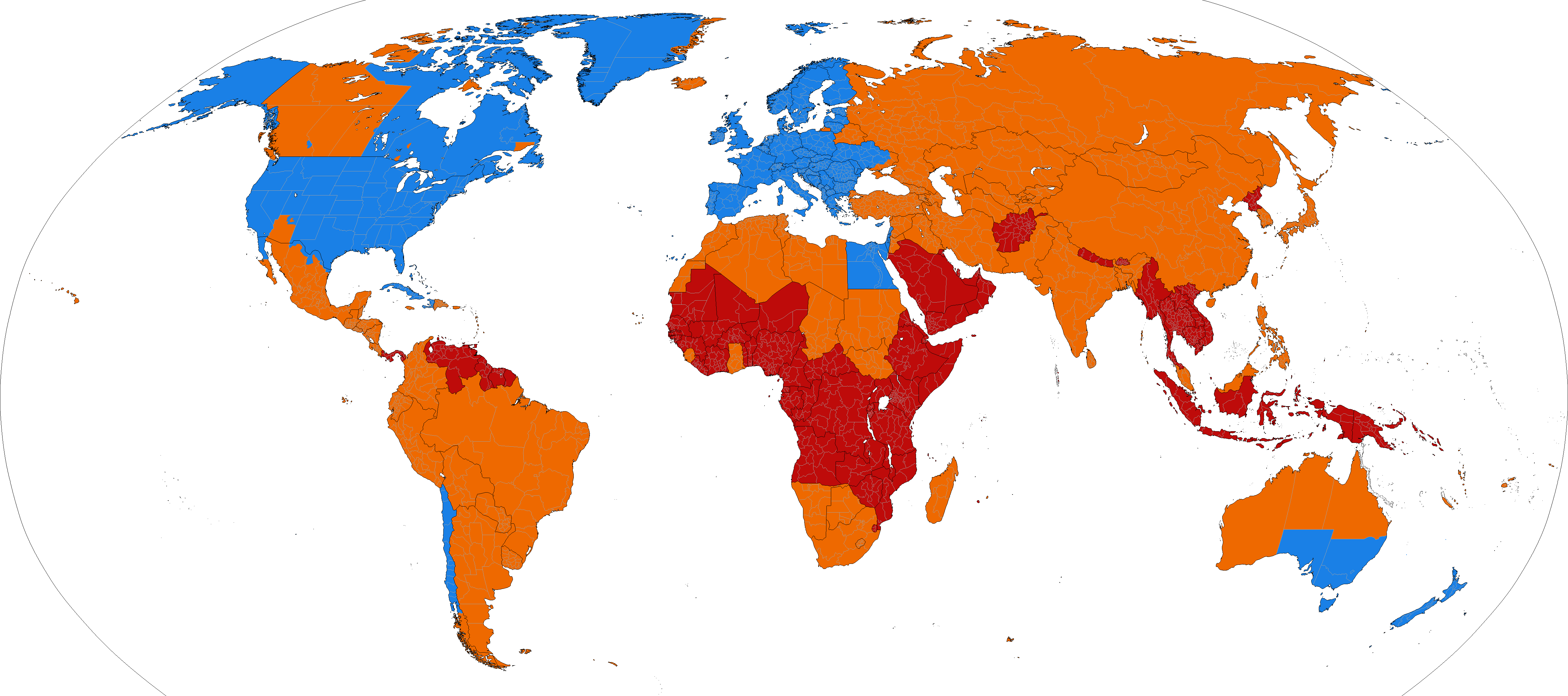
Régions observant l'heure d'été
Régions ayant un certain temps observé l'heure d'été
Régions n'ayant jamais observé l'heure d'été

En raison de la faible variation de la durée diurne dans les régions proches de l'équateur, les pays tropicaux n'ont généralement pas recours au changement d'heure (voir carte ci-contre). Pourtant, certains le font, comme Haïti : le pays est passé à l'heure d'été de 1983 à 1996, en 2005, et de 2012 à 2015,.
En 2018, 70 pays environ changent d'heure[réf. non conforme], en tout ou partie. Les pays de l'Union européenne, dans leur partie ultramarine, ne changent pas d'heure.

### Hémisphère nord
Les pays de l'hémisphère nord qui ont recours au changement d'heure, notamment les États-Unis, le Canada (sauf les provinces de Saskatchewan et du Yukon), le Mexique et les pays européens (sauf l'Islande, la Russie, la Géorgie, l'Azerbaïdjan, l'Arménie, la Biélorussie et la Turquie, qui n'y ont pas ou plus recours), le font à des dates assez voisines.
Les pays et régions suivants observent l'heure d'été à partir du deuxième dimanche du mois de mars, à 2 h, jusqu'au dernier dimanche d'octobre :
- Bahamas ;
- Bermudes ;
- Cuba ;
- Groenland, dans sa partie nord-ouest autour de Pituffik ;
- Îles Turques-et-Caïques.

Le passage à l'heure d'été aux États-Unis, au Canada (voir ci-dessous pour plus de détails) et à Saint-Pierre-et-Miquelon, a lieu le deuxième dimanche de mars, à 2 h heure légale, et le retour à l'heure d'hiver a lieu le premier dimanche de novembre à 2 h heure légale depuis 2006 (Energy Policy Act de 2005). Le passage à l'heure d'été a ainsi été avancé de trois semaines. Des experts ont estimé en mars 2007 que cette décision pourrait entraîner une économie d'énergie de 4,4 milliards de dollars d'ici à 2020. Certains territoires des États-Unis n'appliquent pas le changement d'heure :
- l'Arizona (la Nation navajo l'applique, à l'exception de la réserve Hopi, enclavée à l'intérieur de celle-ci) ;
- Hawaï ;
- les territoires extérieurs.

Les pays et régions suivants observent l'heure d'été à partir du dernier dimanche du mois de mars jusqu'au dernier dimanche d'octobre, dans les deux cas à 1 h UTC :
- toute l'Europe, à l'exception de l'Islande, la Russie, la Géorgie, l'Arménie, la Biélorussie, la Turquie et l'Azerbaïdjan[51] ;
- Açores ;
- Îles Canaries ;
- Groenland (côte sud, sud-ouest et est, sauf la région de Danmarkshavn).

D'autres pays, particulièrement au Moyen-Orient, appliquent l'heure d'été suivant des dates propres :
- Palestine, du troisième vendredi d'avril au troisième vendredi d'octobre, à minuit ;
- Israël, du vendredi précédant le dernier dimanche de mars (à 2 h, heure locale) jusqu'au dernier dimanche d'octobre (à 2 h aussi)[52] ;
- Jordanie, du dernier jeudi de mars au dernier jeudi d'octobre, à minuit ;
- Maroc, les dates exactes varient chaque année. En 2010 par exemple, l'heure d'été s'est appliquée du 2 mai au 8 août, alors qu'en 2011, elle était en vigueur du 2 avril au 31 juillet[53],[54]. Après une période de plusieurs années sans heure d'été, ce dispositif est entré en vigueur à nouveau le 1er juin 2008[Note 6]. L'heure d'été s'interrompt toutefois pendant le ramadan, de sorte qu'il peut y avoir quatre changements d'heure par an si le ramadan a lieu en été[55]. Le 26 octobre 2018, le Maroc adopte un décret pour le « maintien permanent de l'heure d'été », annulant ainsi le changement d'heure prévu deux jours plus tard ; l'heure d'hiver pendant le ramadan est maintenue[56] ;
- Syrie, du dernier vendredi de mars au dernier vendredi d'octobre, sauf si le 1er novembre est un vendredi (c'est alors lui qui est retenu) à minuit pile (le vendredi matin, nuit de jeudi à vendredi)[57] ;
- Liban.

#### Canada
Le Canada a adopté les mêmes dates pour l'heure d'été que les États-Unis (sauf Terre-Neuve qui change d'heure à 1 h) afin d'harmoniser les échanges économiques entre les pays. Le passage à l'heure d'été au Canada a donc lieu le deuxième dimanche de mars, à 2 h heure légale, et le retour à l'heure d'hiver a lieu le premier dimanche de novembre à 2 h heure légale depuis 2006. Certains territoires du Canada n'appliquent pas le changement d'heure :
- la partie est de la Colombie-Britannique ;
- le Yukon depuis 2020[60] ;
- la Saskatchewan (la partie de l'agglomération de Lloydminster se situant dans cette province applique cependant l'heure d'été, comme l'Alberta voisine) ;
- l'île Southampton au Nunavut ;
- les régions d'Atikokan, New Osnaburgh et Pickle Lake en Ontario ;
- La Basse-Côte-Nord, une partie de la région Côte-Nord entre les villages de Kegaska et Blanc-Sablon, à l'extrême est du Québec.

#### Union européenne
Depuis l'année 2002, les changements d'heure en été et en hiver ne peuvent se faire qu'à des dates prédéfinies, :
- la période de l'heure d'été commence à 1 h UTC, le dernier dimanche de mars ;
- la période de l'heure d'été se termine à 1 h UTC, le dernier dimanche d'octobre.

Un pays peut ne plus changer d'heure (à condition d'avertir au moins 3 ans à l'avance les autres pays membres) mais tant qu'il change il doit le faire à ces dates, fixées au moins cinq ans à l'avance.
En septembre 2018, la Commission européenne propose de mettre fin au changement d'heure en 2019. L'éventualité de cette réforme à relativement courte échéance préoccupe les compagnies aériennes, qui prévoient leurs horaires longtemps à l'avance.

#### France
- De 1916 à 1945 :

Les changements d'heure en été et en hiver se faisaient aux mêmes dates qu'au Royaume-Uni (heure de Greenwich). Lors de l'abandon du changement d'heure on s'y référa en appelant cette période celle de l'« heure solaire »[réf. nécessaire].
- De 1945 à 1976 :

Le changement d'heure est abrogé à l'automne, ce qui fait que la France reste à l'heure d'été, alors que le Royaume-Uni poursuit le changement d'heure. De 1945 à 1976, on se réfère à cette nouvelle heure en appelant cette période l'« heure allemande », l'« heure européenne », l'« heure légale » ou encore la « nouvelle heure », car le nouveau franc est mis en circulation le 1er janvier 1960[réf. nécessaire].

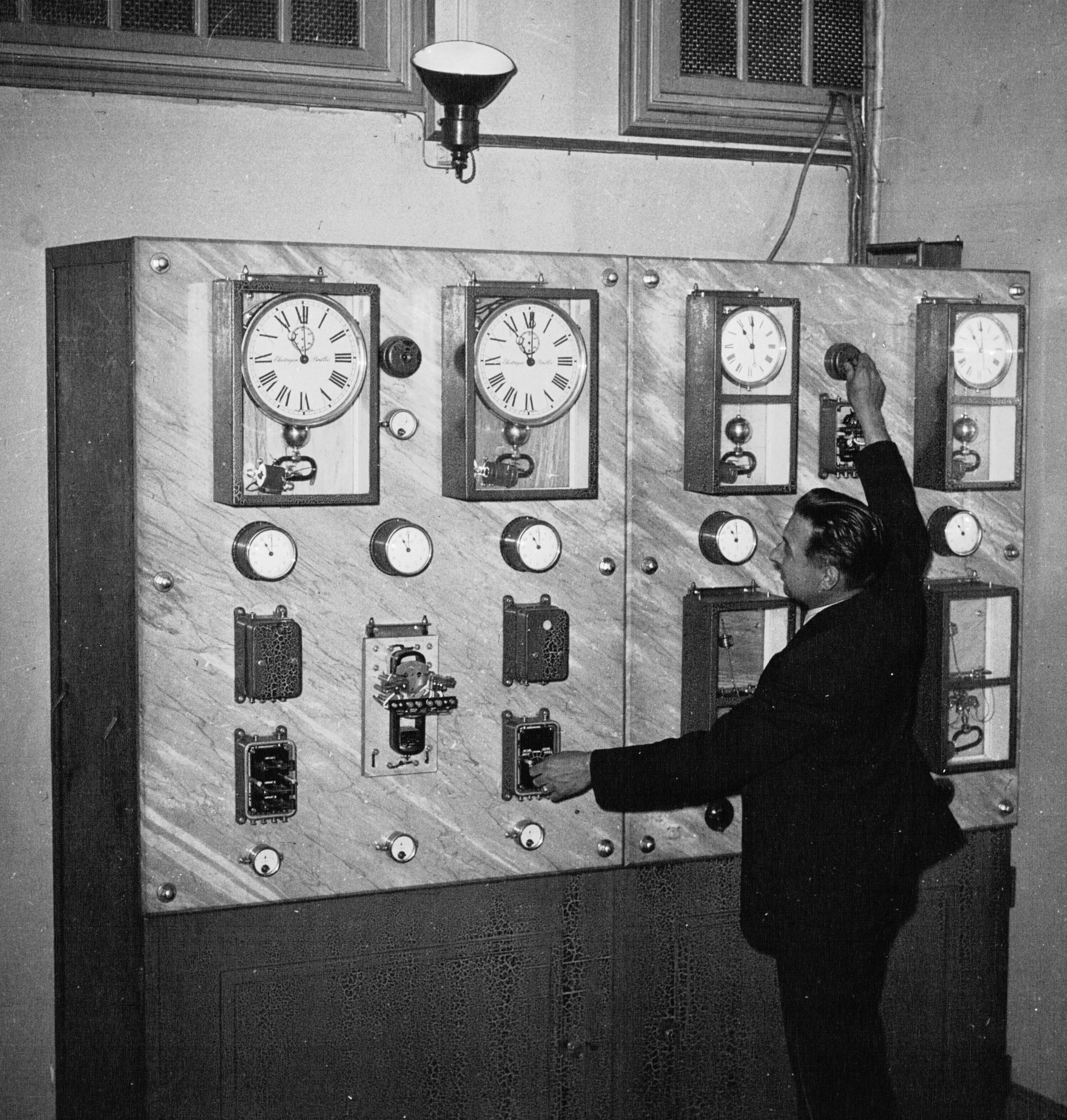
Passage à l'heure d'été au central horaire de la gare de Paris-Saint-Lazare en 1937.

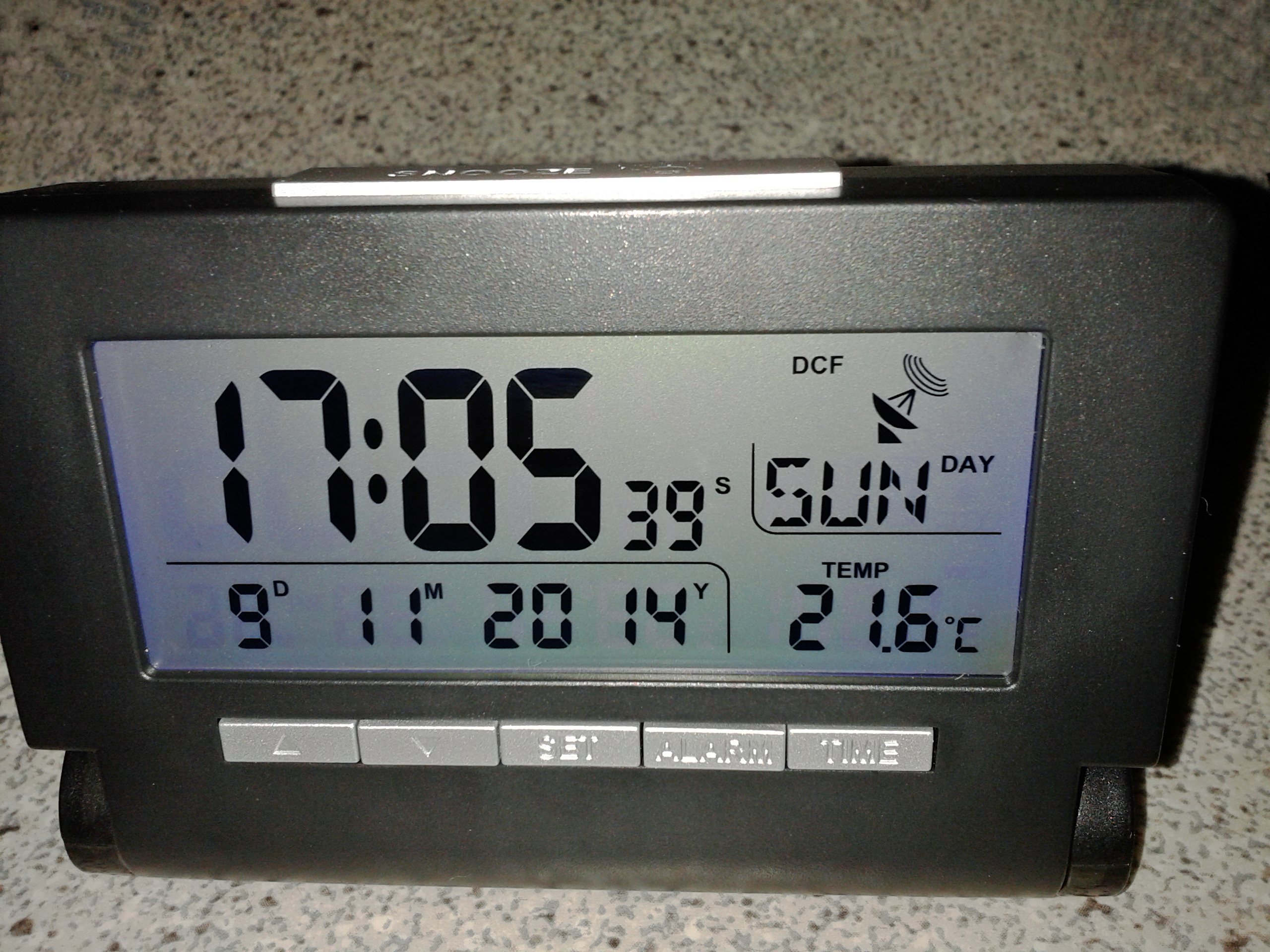
En 2015, les changements d'heure sont de plus en plus automatisés par exemple par synchronisation DCF77.

Jusqu'à 2001, les changements d'heure en été et en hiver se faisaient par décrets ou arrêtés publiés au Journal officiel :
- De 1976 à 1980 :

| Année | Passage à l'heure d'été | Passage à l'heure d'hiver |
| ----- | ----------------------- | ------------------------- |
|       | 1 h CET à 2 h CEST      | 1 h CEST à 0 h CET        |
| 1976  | 28 mars                 | 26 septembre              |
|       | 2 h CET à 3 h CEST      | 3 h CEST à 2 h CET        |
| 1977  | 3 avril                 | 25 septembre              |
| 1978  | 2 avril                 | 1er octobre               |
| 1979  | 1er avril               | 30 septembre              |
| 1980  | 6 avril                 | 28 septembre              |

- De 1981 à 1995[69],[70],[71],[72],[73],[74],[75],[76] :
  - la période de l'heure d'été commence à 1 h UTC, le dernier dimanche de mars ;
  - la période de l'heure d'été se termine à 1 h UTC, le dernier dimanche de septembre.

- De 1996 à 2001[76],[77] :
  - la période de l'heure d'été commence à 1 h UTC, le dernier dimanche de mars ;
  - la période de l'heure d'été se termine à 1 h UTC, le dernier dimanche d'octobre.

Depuis 2002, le changement d'heure est défini de manière homogène dans toute l'Union européenne.
Les départements et collectivités d'outre-mer (DOM-COM) n'observent pas l'heure d'été, à l'exception de Saint-Pierre-et-Miquelon, qui change d'heure aux mêmes dates que les États-Unis.

### Hémisphère sud
Le changement d'heure a également lieu dans certains pays de l'hémisphère sud, de sorte que le décalage horaire entre un pays de l'hémisphère sud et un pays de l'hémisphère nord peut prendre trois valeurs différentes selon le moment dans l'année.
- Australie, du premier dimanche d'octobre au premier dimanche d'avril, à 2 h (heure légale) dans les États et territoires suivants :
  - Australie-Méridionale ;
  - Nouvelle-Galles du Sud ;
  - Tasmanie ;
  - Territoire de la capitale australienne ;
  - Victoria ;
  - Île Lord Howe : dans ce cas, l'heure d'été n'ajoute qu'une demi-heure.
- Fidji, généralement de fin octobre à fin janvier.
- Chili. Le changement d'heure a été abrogé de manière immédiate et permanente le 28 janvier 2015[78]. Sur le territoire continental, le fuseau horaire était dès lors UTC−3, tandis que sur le territoire insulaire (Île de Pâques), le fuseau horaire était UTC−5, cela toute l'année. Toutefois, le pays a adopté à nouveau le changement d'heure l'année suivante, instituant un horaire d'été (UTC−3) du deuxième samedi d’aout au deuxième samedi de mai[79].
- Îles Malouines, du premier dimanche de septembre jusqu'au troisième dimanche d'avril à 2 h.
- Nouvelle-Zélande, du dernier dimanche de septembre 2 h au premier dimanche d'avril, à 3 h[80].
- Paraguay, du troisième dimanche d'octobre au deuxième dimanche de mars, à minuit.
- Uruguay, selon des dates fixées chaque année[Note 7]. Désormais du premier dimanche d'octobre au second dimanche de mars à minuit (heure légale)[81].

## Abrogation du changement d'heure
L'abrogation du changement d'heure (en restant à l'heure solaire moyenne du lieu + 1 h toute l'année sans changement) est parfois préconisée. Le rapport du Sénat français de 1997 préconisait d'adopter l'heure UTC+1 (CET) toute l'année, et faisait valoir que si les pays voisins maintenaient le régime actuel, cela aboutirait à donner à la France l'heure de l'Allemagne pendant l'hiver et l'heure du Royaume-Uni pendant l'été. C'est cette heure constante qui a prévalu pour la majorité des pays européens entre 1945 et 1976.

### Pays ayant abandonné le changement d'heure
- Argentine. L'heure d'été a été abandonnée en 2009[82].
- Russie. Le changement périodique d'heure au printemps et à l'automne, qui avait été introduit le 1er avril 1981, a été officiellement abrogé par oukase (décret) du président de la fédération de Russie Dmitri Medvedev en février 2011[83],[84],[85]. La décision du président Medvedev reposait sur l'hostilité permanente de la population au changement d'heure, sur un vote de la Douma, et sur l'avis des scientifiques et des experts interrogés par l'exécutif. La Russie est donc restée à l'heure d'été toute l'année pendant trois ans. En 2014 toutefois, durant la nuit du 25 octobre au 26 octobre, la Russie a décidé d'effectuer un nouveau changement d'heure. Il ne s'agissait pas de réinstaurer un changement d'heure périodique, mais simplement de revenir à l'heure d'hiver toute l'année[86]. Voir aussi : Heure en Russie.
- Biélorussie. L'heure d'été a été abrogée par le décret 1229 signé par le conseil des ministres le 15 septembre 2011[87].
- Arménie. L'heure d'été a été abrogée en janvier 2012[88].
- Égypte. Le 20 avril 2011, le cabinet des ministres a émis un décret abolissant définitivement le changement d'heure qui avait été instauré en 1988. Il n'a donc pas eu lieu le 29 avril 2011[89]. Précédemment, en 2010, quatre changements d'heure avaient eu lieu[90].
- Tunisie. L'heure d'été, réinstaurée en 2005[91], a été abrogée dès 2008 avec effet en mars 2009[92]. Plutôt que changer l'heure légale, la Tunisie préfère changer les heures d'activités en été, pour économiser l'énergie et favoriser l'adaptation à la chaleur estivale : la plupart des Tunisiens effectuent une séance de travail unique, de 8 h à 14 h 30 environ (13 h 30 le vendredi)[93],[94].
- Brésil. 32 municipalités du Mato Grosso n'ont pas fait le changement d'heure prévu le 15 octobre 2011 dans le reste du Brésil[95].
- Chili. Le changement d'heure a été abrogé en 2015[78], mais réinstauré dès l'année suivante[79].
- Turquie. Le changement d'heure a été abandonné en 2016 par décision du Conseil des ministres turcs du 7 septembre 2016 faisant suite à la décision no 24005 du ministre de l'Énergie et des Ressources naturelles en date du 6 septembre 2016[96].
- Azerbaïdjan. Le changement d'heure a été abrogé en 2016[51].
- Namibie. Le changement d'heure a été abrogé en 2017[97].
- Brésil. Le changement d'heure a été abrogé sur l'ensemble du territoire national en 2019[98].

### Pays ayant envisagé un abandon du changement d'heure
- Aux États-Unis, l'État de l'Alaska a envisagé d'abandonner le changement d'heure, mais ce projet n'a pas abouti. Une proposition d'abolition est adoptée en première lecture par la Chambre des représentants le 27 mars 2009, mais elle est rejetée en avril 2010[99]. De même, l'État de l'Utah conserve le changement d'heure. Une proposition de loi est présentée en janvier 2012 par le républicain Jim Nielson, mais elle est rejetée le 7 février 2012[100].
- Ukraine. Le 20 septembre 2011, le Parlement ukrainien adopte une résolution supprimant les changements horaires annuels par 266 voix sur un total de 450[101], mais il revient sur sa décision par 295 voix sur 450 le 18 octobre 2011[102].
- Au Mexique, le président Andrés Manuel López Obrador a rendu public le 6 juillet 2022 sa proposition d'abandon de l'heure d'été. Si le congrès approuve cette proposition, le décret entrera en vigueur à partir du 1er novembre 2022[103]. Pour les municipalités situées sur la frontière nord avec les États-Unis, il est prévu de laisser la possibilité d'utiliser un horaire saisonnier exceptionnel, afin de suivre les voisins de l'autre côté de la frontière, étant donné les relations très intégrées dans ces régions.

### Union européenne: suppression possible

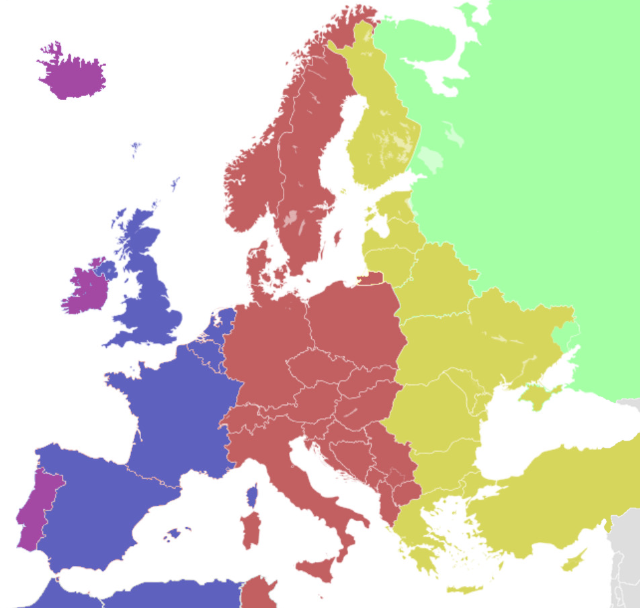
Fuseaux horaires hypothétiques en Europe si chaque pays appliquait l’heure solaire moyenne du pays.
UTC−01:00
UTC±00:00
UTC+01:00
UTC+02:00

Lors d'une consultation organisée par la Commission européenne, en 2018, 83 % des 4,6 millions de citoyens ayant pris part à ce sondage se sont prononcés en faveur de la suppression du changement d'heure. Cette suppression était également soutenue par le Parlement européen qui avait adopté en février 2018 une résolution demandant l'abrogation de cette mesure. Le président de la Commission Jean-Claude Juncker a alors proposé aux États membres de supprimer le changement d'heure à partir d'avril 2019, tout en leur laissant le choix du fuseau horaire qui resterait comme aujourd'hui sous la souveraineté de chaque État membre.
Des pays comme la Suède, la Lituanie, la Finlande, la Pologne souhaitaient l'abandon du changement d'heure. De même, cette question est une priorité pour l'Allemagne, dont étaient issus 2⁄3 des sondés ayant participé à la consultation.
Au contraire, le gouvernement italien souhaite traiter d'autres sujets avant de traiter de la question du changement d'heure. Le Portugal, la Grèce et la Grande-Bretagne préfèreraient quant à eux conserver le système actuel.
Parmi les partisans du changement d'heure, il n'existe en octobre 2018 pas de consensus pour savoir si on conserve l'heure d'été (qui a la préférence des Allemands et des Autrichiens) ou bien l'heure d'hiver (préférée par les Tchèques et les habitants des pays scandinaves). Réunis en conseil des ministres fin octobre 2018, les États membres de l'Union européenne ont préféré reporter la décision à 2021, afin d'éviter que le marché unique ne se transforme en patchwork et de déstabiliser le transport aérien dont les plans de vol se programment 18 mois à l'avance.
Le Parlement européen a finalement approuvé la fin du changement d'heure saisonnier pour 2021 le 26 mars 2019. L'institution a précisé : « Les États membres garderont le droit de décider de leur fuseau horaire »,. Cette liberté pourrait occasionner des difficultés de coordination entre les pays européens. Toutefois, en 2022, aucune décision n'avait encore été prise, les pays européens ayant d'autres priorités, notamment la gestion de la pandémie de Covid-19,,.

## Heure d'été constante
Plusieurs pays ou régions, telles que l'Argentine, l'ouest de la Chine, la Géorgie, le Kazakhstan, la Mongolie centrale et occidentale, la Namibie, le Sénégal, le Turkménistan et la Turquie, appliquent de fait une heure légale constante en avance de 1 heure environ sur l'heure solaire, si l'on se réfère à la localisation de leur méridien (multiple de 15°) le plus proche. La motivation principale de ce décalage est souvent la synchronisation des horloges avec les pays ou les régions limitrophes.